# For (Unix)
A for a Unix shell beépített utasítása. Shell scriptekben ciklusszervezésre szolgál. Alakja:
```
for 
változó
 [ in 
szólista
 ]
do  
utasítás
...
done
```

Ha szólista elmarad, $@-et jelent, azaz a script összes paraméterét.
Példa:
```
for
 
f
 
in
 
egy
 
ketto
 
harom

do
	
echo
 
$f

done

```

Kimenete:
```
egy
ketto
harom

```

A programozásban szokásos számsorozatos ciklust a seq utasítással lehet szervezni.
A for utasítás leggyakrabban fájlkezelésre használatos. Ehhez a Unix shellnek az a tulajdonsága használható fel, hogy a wildcard-os fájlhivatkozásokat szólistára oldja fel a parancs elemzése során.
Példa: a .log kiterjesztésű fájlok átnevezése .txt-re:
```
for
 
f
 
in
 
*.log

do
	
mv
 
"
$f
"
 
"`basename "
$f
" .log`.txt"

done

```

Az idézőjelekre akkor van szükség, ha valamelyik fájl nevében helyköz van.